# شهر در اسارت
شهر در اسارت (انگلیسی: The Captive City) یک فیلم نوآر جنایی به کارگردانی رابرت وایز است که در سال ۱۹۵۲ منتشر شد.

## بازیگران
- جان فورسایث
- ری تیل
- مارتین میلنر
- ایان ولف
- هال کی. داسون